# Maison au 26, place du Marché-aux-Grains à Bouxwiller
La maison au 26, place du Marché-aux-Grains est un monument historique situé à Bouxwiller, dans le département français du Bas-Rhin.

## Localisation
Ce bâtiment est situé au 26, place du Marché-aux-Grains à Bouxwiller.

## Historique
L'édifice fait l'objet d'une inscription au titre des monuments historiques depuis 1930.

## Architecture

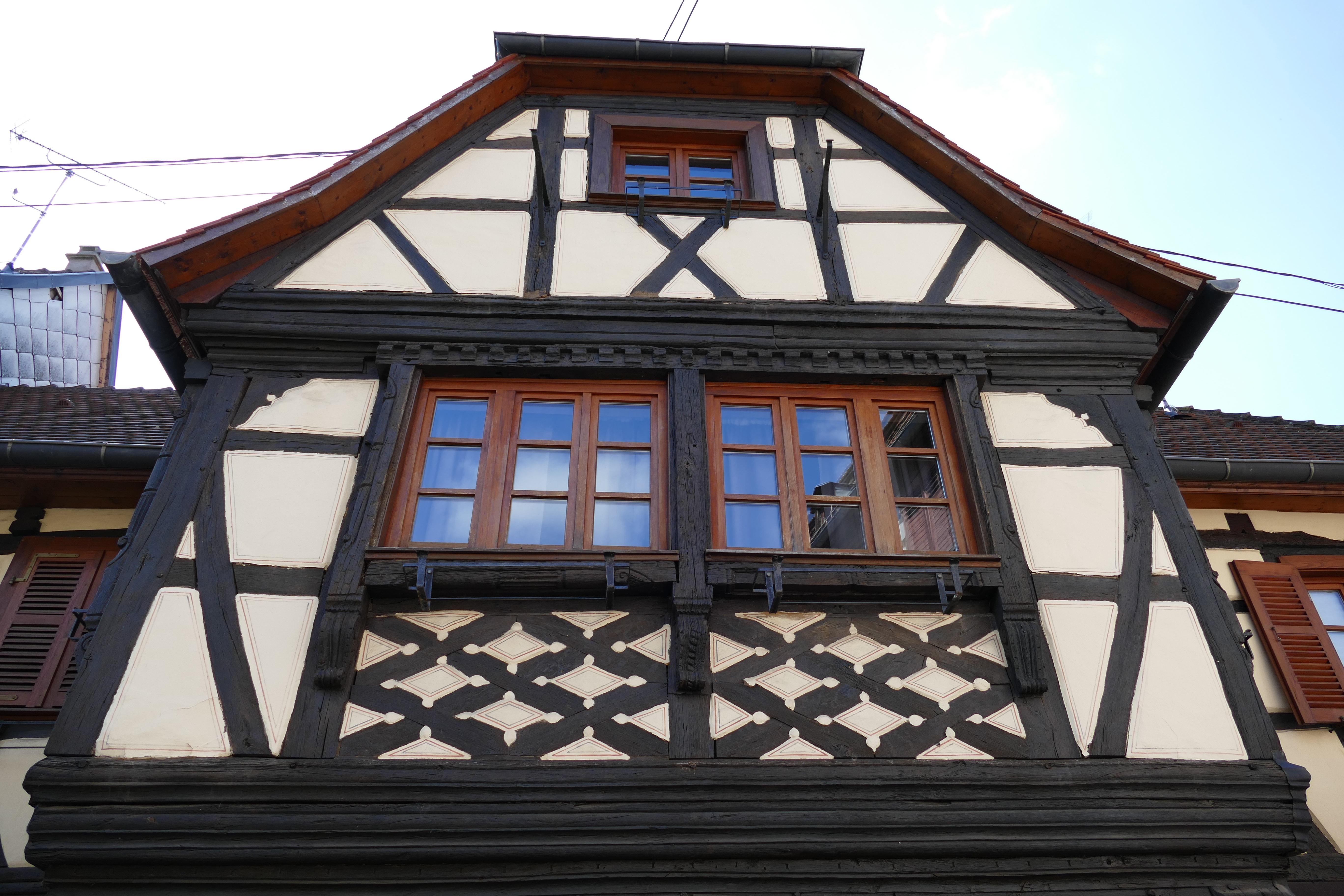
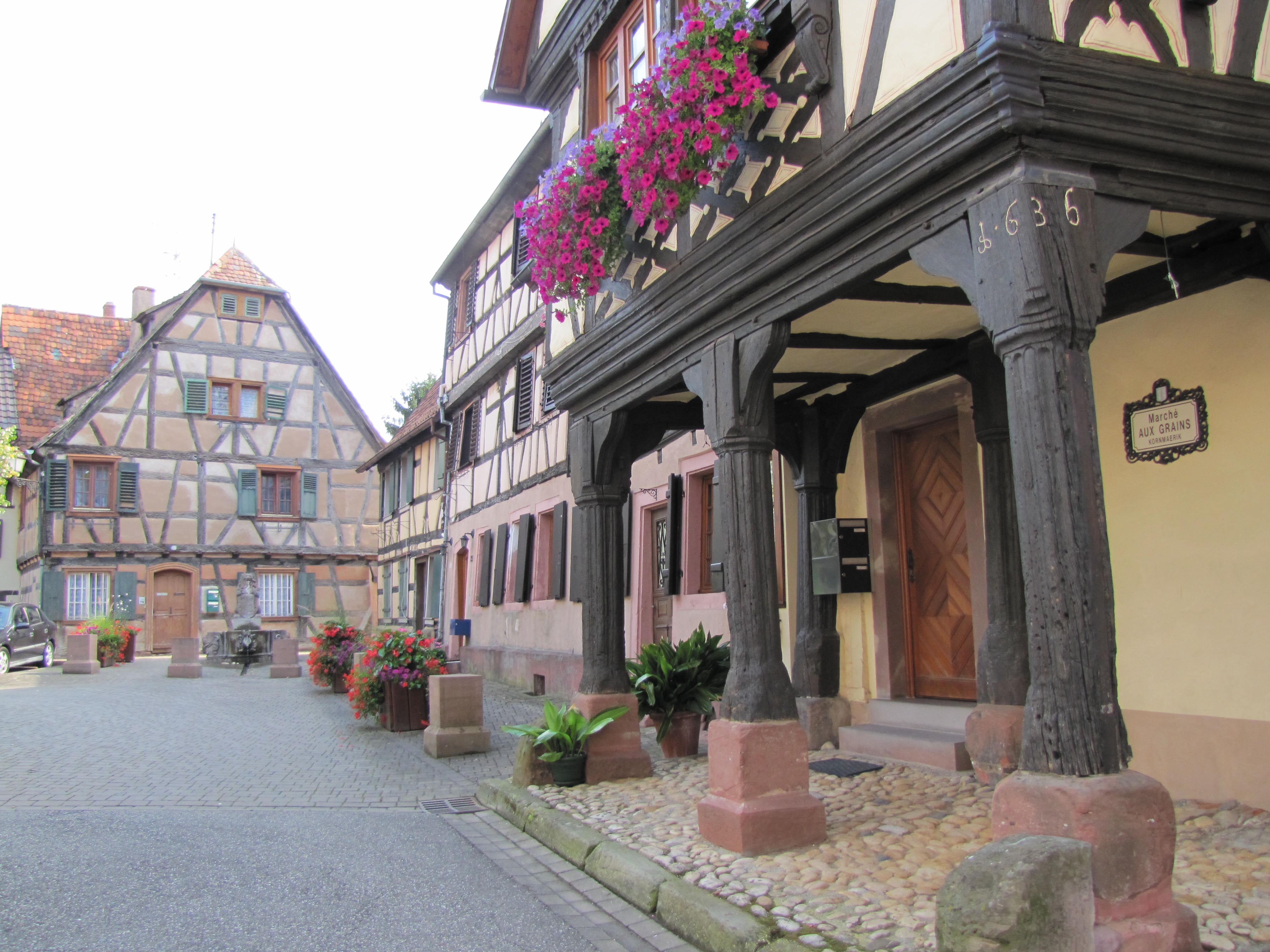
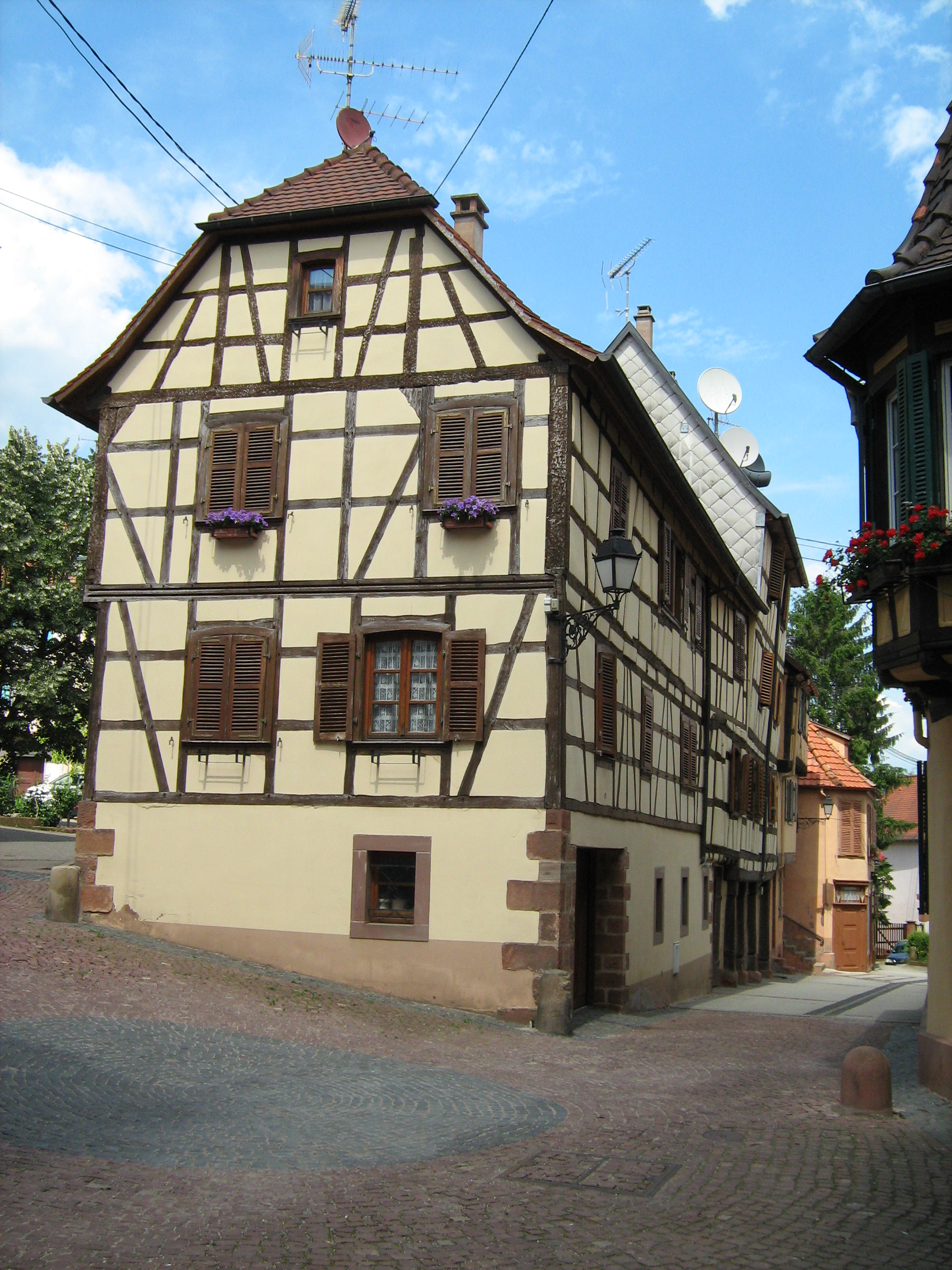